# Festival de la Cançó d'Eurovisió 2023
La LXVII edició del Festival de la Cançó d'Eurovisió es va celebrar el 9, 11 i 13 de maig de 2023 a Liverpool (Regne Unit). Després de la victòria d'Ucraïna en l'edició de 2022, el certamen s'hagués hagut de celebrar en aquest país; però, a causa de la guerra oberta amb Rússia, es va disputar al M&S Bank Arena de Liverpool, Regne Unit, país que es va classificar en segona posició gràcies a Sam Ryder i el seu tema «Space Man» amb 466 punts. Va ser el novè certamen celebrat al país britànic, després dels festivals de 1960, 1963, 1968, 1972, 1974, 1977, 1982 i 1998.
La cançó guanyadora va ser Tattoo, de la representant de Suècia, Loreen, per la qual cosa Suècia serà la seu del festival el 2024.

## Organització

### Seu del festival
El conflicte bèl·lic entre Rússia i Ucraïna complicava la possibilitat que Ucraïna pogués exercir el seu dret d'albergar el festival després d'haver guanyat, tal com recullen les normes del festival. Així, la UER va publicar un comunicat la mateixa nit de la victòria ucraïnesa en el qual afirmava que es mantindria el contacte amb l'emissora pública ucraïnesa (UA:PBC) per a veure com es desenvolupaven els preparatius. D'aquesta manera, alguns països van manifestar les seves intencions de col·laborar en l'organització de l'edició de 2023, tant de manera cooperativa en l'organització, com albergant el festival als seus respectius territoris.
El 17 de juny de 2022, la Unió Europea de Radiodifusió va emetre un comunicat en el qual s'informava sobre la impossibilitat de celebrar l'edició de 2023 en territori ucraïnès i que s'iniciarien converses amb la BBC per a albergar Eurovisió 2023 al Regne Unit. Finalment, el 25 de juliol es va confirmar que l'edició de 2023 se celebraria al Regne Unit després de les converses entre la UER, la BBC i la UA:PBC. Així, el festival d'Eurovisió 2023 se celebraria en aquest territori i comptaria amb elements tant ucraïnesos com britànics. A més, Ucraïna, com a vigent país guanyador, passaria directament a la final amb els membres del Big 5 (Alemanya, Espanya, Itàlia, França i el Regne Unit).
| País          | TV         | Situació | Referència    |
| ------------- | ---------- | --- | ------------- |
| Ucraïna       | UA:PBC     | El president ucraïnès, Volodímir Zelenski, després de la victòria d'Ucraïna va declarar que desitjava que aquesta edició del festival se celebrés a la ciutat de Mariúpol, seriosament afectada pel conflicte bèl·lic. També la ciutat de Kíev, que va ser seu el 2005 i 2017, va mostrar interès a organitzar el festival.                                                           | [ 4 ] [ 5 ]   |
| Regne Unit    | BBC        | El secretari d'Estat de Negocis, Kwasi Kwarteng, va afirmar a la BBC que el Regne Unit estaria disposat a organitzar el concurs de 2023 si sorgís la necessitat. Una de les possibles seus va ser l'OVO Hydro de Glasgow. | [ 6 ] [ 7 ]   |
| Suècia        | SVT        | L'alcaldessa de Estocolm, Anna König Jerlmyr, va oferir albergar el concurs en cas que Ucraïna no pogués fer-ho. Un dels possibles llocs suggerits va ser l'Avicii Arena, seu del concurs el 2000 i 2016. | [ 8 ]         |
| Itàlia        | RAI        | El 15 de maig de 2022, Stefano Coletta, director de Rai 1, va declarar que la RAI, si Ucraïna no pogués albergar l'edició de 2023, estaria interessada a fer-ho novament a Itàlia. Stefano El Russo, alcalde de Torí, la ciutat amfitriona de 2022, va afegir que la ciutat estava a disposició de la RAI i la UER per a una possible organització.                                   | [ 11 ] [ 12 ] |
| Països Baixos | AVROTROS   | Marnix Kaart, director de l'edició de 2021, va mostrar interès perquè Rotterdam tornés a ser seu del festival en el cas que Ucraïna no pogués realitzar-lo. | [ 13 ] [ 14 ] |
| Polònia       | TVP        | El president va anunciar que TVP estava disposada a ajudar Ucraïna en l'organització, però que hauria de discutir-se primer amb el govern polonès abans d'assumir qualsevol compromís. | [ 15 ]        |
| Suïssa        | SRG SSR    | En una entrevista amb el cap de la delegació helvètica, Yves Schifferle, aquest no descartava que el país pogués organitzar l'esdeveniment si Ucraïna no estigués preparat per a això. | [ 16 ]        |
| Bèlgica       | VRT / RTBF | La Unió Europea va suggerir Brussel·les com a seu per a organitzar el festival de 2023, ja que la ciutat solament va ser seu el 1987. Per a això, va proposar el Paleis 12, amb capacitat per a 15.000 espectadors. | [ 17 ]        |
| Islàndia      | RÚV        | El director de programes de la RÚV va esmentar que la Unió Europea de Radiodifusió expressa repetidament el seu suport, confiança i fe en les nacions competidores més petites, i les condicions per a optar a ser seu van ser examinades a fons per al seu seguiment i confirmació. El lloc que va proposar va ser l'Egilshöll de Reikiavik, amb capacitat per a 18.000 espectadors. | [ 18 ] [ 19 ] |

#### Candidatures oficials
A continuació, es mostra un llistat amb totes les ciutats que es van proclamar candidates a albergar el festival, on s'inclouen les set ciutats finalistes d'acord amb el comunicat que va fer la BBC. El 27 de setembre del 2022, es van anunciar les dues possibles ciutats, concretament Glasgow i Liverpool. Finalment, el divendres 7 d'octubre de 2022, es va anunciar Liverpool i el M&S Bank Arena com la seu del festival.
     Ciutat seu

     Ciutat finalista

     Ciutat eliminada en primera fase

     Ciutat eliminada en segona fase
| Ciutat        | Recinte              | Capacitat   | Notes | Ref.                        |
| ------------- | -------------------- | ----------- | --- | --------------------------- |
| Aberdeen      | P&J Live             | 15.000      | | [ 21 ]                      |
| Belfast       | SSE Arena            | 11.058      | | [ 22 ]                      |
| Birmingham    | Resorts World Arena  | 15.685      | Va ser la seu de Eurovisió 1998 i dels Jocs de la Mancomunitat de 2022. En aquest recinte també se celebra anualment el Gran Premi Indoor de Birmingham.                                         | [ 23 ]                      |
| Brighton      | No detallat          | No detallat | Va retirar la seva candidatura l'11 d'agost de 2022 al·legant la falta d'una infraestructura adequada.                                                                                           | [ 24 ] [ 25 ] [ 26 ] [ 27 ] |
| Bristol       | Brabazon Hangar      | 17.000      | L'estadi estava en construcció. | [ 28 ]                      |
| Cardiff       | Principality Stadium | 73.931      | Va retirar la seva candidatura el 3 d'agost de 2022 al·legant la indisponibilitat del recinte proposat.                                                                                          | [ 29 ] [ 30 ]               |
| Darlington    | Darlington Arena     | 25.500      | La proposta depenia de la construcció d'un sostre per a cobrir l'estadi. | [ 31 ] [ 32 ]               |
| Derry         | No detallat          | No detallat | Va retirar la seva candidatura el 8 d'agost de 2022 al·legant la falta d'una infraestructura adequada.                                                                                           | [ 33 ] [ 34 ]               |
| Edimburg      | No detallat          | No detallat | Amb el suport de l'Ajuntament d'Edimburg. | [ 35 ]                      |
| Glasgow       | OVO Hydro            | 14.300      | Amb el suport de per l'Ajuntament de Glasgow. Aquest recinte va ser la seu dels MTV Europe Music Awards 2014 i és on es va gravar la pel·lícula Eurovision Song Contest: The Story of Fire Saga. | [ 36 ]                      |
| Leeds         | First Direct Arena   | 13.781      | Amb el suport de l'Ajuntament de Leeds. Va ser seu de la Premier League de dards de 2014 i 2015.                                                                                                 | [ 37 ] [ 36 ]               |
| Liverpool     | M&S Bank Arena       | 11.000      | Amb el suport de l'Ajuntament de Liverpool i l'Autoritat combinada de la regió urbana de Liverpool.                                                                                              | [ 38 ] [ 39 ]               |
| Londres       | No detallat          | No detallat | | [ 24 ] [ 40 ]               |
| Manchester    | AO Arena             | 21.000      | Amb el suport de l'Ajuntament de Manchester. Va ser seu dels Jocs de la Mancomunitat de 2002 i del Campionat Mundial de Taekwondo de 2019.                                                       | [ 41 ] [ 36 ]               |
| Newcastle     | Utilita Arena        | 11.400      | Amb el suport de l'Ajuntament de Newcastle. | [ 42 ] [ 43 ]               |
| Nottingham    | Motorpoint Arena     | 15.865      | Va retirar la seva candidatura el 9 d'agost de 2022 al·legant que la infraestructura proposada no podia complir amb els requisits de la UER.                                                     | [ 44 ] [ 45 ]               |
| Prudhoe       | No detallat          | No detallat | | [ 46 ]                      |
| Sheffield     | Utilita Arena        | 13.600      | Amb el suport de l'Ajuntament de Sheffield i l'Autoritat combinada de l'Alcaldia de Yorkshire del Sud.                                                                                           | [ 47 ] [ 48 ]               |
| Sunderland    | Stadium of Light     | 60.000      | Va retirar la seva candidatura el 10 d'agost de 2022 al·legant la indisponibilitat del recinte proposat.                                                                                         | [ 49 ] [ 50 ]               |
| Wolverhampton | No detallat          | No detallat | | [ 51 ]                      |

### Dates
El 7 d'octubre de 2022, en el mateix anunci en el qual es va confirmar que Liverpool seria la ciutat seu, es van revelar les dates de les semifinals, que es van fixar per al 9 i l'11 de maig de 2023, i la de la final, que seria el 13 de maig.

### Identitat visual
El 7 d'octubre de 2022, juntament amb l'anunci de la ciutat amfitriona, la UER va revelar el logotip genèric per al concurs de 2023. El cor d'Eurovisió, que normalment té la bandera del país amfitrió al centre, conté la bandera ucraïnesa enguany per a reflectir la victòria del país l'any anterior. El text "Song Contest" està acompanyat per "United Kingdom" i més a baix per "Liverpool 2023".
El tema artístic i l'eslògan del concurs, "United by Music" (units per la música), es van donar a conèixer el 31 de gener de 2023. El tema, dissenyat per la consultora de marca amb seu a Londres Superunion i la productora ucraïnesa Starlight Media, es va construir al voltant d'una cadena de cors bidimensionals que s'assemblen a un electrocardiograma, que representen la resposta al ritme i el so, mentre que els colors es van inspirar en els de les banderes ucraïnesa i britànica; la tipografia, Penny Lane, es va inspirar en els rètols dels carrers de Liverpool del segle XX i en el patrimoni musical de la ciutat.

### Disseny de l'escenari
El disseny de l'escenari per al concurs de 2023 es va revelar el 2 de febrer de 2023. Dissenyat per l'escenògraf Julio Himede amb seu a Nova York, el disseny de l'escenari es va basar en "els principis d'unió, celebració i comunitat", inspirat en un àmplia abraçada i els "aspectes culturals i similituds entre Ucraïna, el Regne Unit i específicament Liverpool". L'escenari té 450 metres quadrats d'ample, amb 220 metres quadrats de pantalles LED giratòries independents, més de 700 rajoles LED i més de 1500 metres de llums LED.

### Canvi en el sistema de votació
El dia 22 de novembre de 2022, l'organització del festival va anunciar un canvi en el sistema de votacions. A partir d'aquesta edició, en les semifinals comptarà únicament el vot del públic. En la final es manté el vot dels jurats de cada país juntament amb el vot del públic. A més, tant en les semifinals com en la final podrà votar per Internet el públic de tot el món, amb el còmput dels vots dels països no participants de manera agrupada com si fos un país més. Això faria que el pes del vot del públic en la final fos del 50.6%.

## Països participants

Països que han triat artista o cançó.
Països que hi van participar en el passat però no el 2023.

### Cançons i selecció
| País i TV              | Títol original de la cançó      | Artista                         | Procés i data de selecció                                                   |
| País i TV              | Traducció al català             | Idiomes                         | Procés i data de selecció                                                   |
| ---------------------- | ------------------------------- | ------------------------------- | --------------------------------------------------------------------------- |
| Albània RTSH           | «Duje»                          | Albina & Familja Kelmendi       | Festivali i Kënges 61, 22-12-2022                                           |
| Albània RTSH           | «Estima»                        | Albanès                         | Festivali i Kënges 61, 22-12-2022                                           |
| Alemanya NDR           | «Blood & Glitter»               | Lord of the Lost                | Unser Lied für Liverpool, 03-03-2023                                        |
| Alemanya NDR           | «Sang i purpurina»              | Anglès                          | Unser Lied für Liverpool, 03-03-2023                                        |
| Armènia AMPTV          | «Future Lover»                  | Brunette                        | Elecció interna, 31-01-2023 (Presentació de la cançó, 15-03-2023)           |
| Armènia AMPTV          | «Futur amant»                   | Anglès i armeni                 | Elecció interna, 31-01-2023 (Presentació de la cançó, 15-03-2023)           |
| Austràlia SBS          | «Promise»                       | Voyager                         | Elecció interna, 21-02-2023                                                 |
| Austràlia SBS          | «Promet»                        | Anglès                          | Elecció interna, 21-02-2023                                                 |
| Àustria ORF            | «Who The Hell Is Edgar?»        | Teya & Salena                   | Elecció interna, 31-01-2023 (Presentació de la cançó, 08-03-2023)           |
| Àustria ORF            | «Qui dimonis és l'Edgar?»       | Anglès i italià                 | Elecció interna, 31-01-2023 (Presentació de la cançó, 08-03-2023)           |
| Azerbaidjan İTV        | «Tell Me More»                  | TuralTuranX                     | Elecció interna, 09-03-2023 (Presentació de la cançó, 13-03-2023)           |
| Azerbaidjan İTV        | «Conta'm més»                   | Anglès                          | Elecció interna, 09-03-2023 (Presentació de la cançó, 13-03-2023)           |
| Bèlgica VRT            | «Because of You»                | Gustaph                         | Eurosong 2023, 14-01-2023                                                   |
| Bèlgica VRT            | «Gràcies a tu»                  | Anglès                          | Eurosong 2023, 14-01-2023                                                   |
| Croàcia HRT            | «Mama ŠČ!»                      | Let 3                           | Dora 2023, 11-02-2023                                                       |
| Croàcia HRT            | —                               | Croat                           | Dora 2023, 11-02-2023                                                       |
| Dinamarca DR           | «Breaking My Heart»             | Reiley                          | Dansk Melodi Gran Prix 2023, 11-02-2023                                     |
| Dinamarca DR           | «Trencar-me el cor»             | Anglès                          | Dansk Melodi Gran Prix 2023, 11-02-2023                                     |
| Eslovènia RTVSLO       | «Carpe Diem»                    | Joker Out                       | Elecció interna, 08-12-2022 (Presentació de la cançó, 04-02-2023)           |
| Eslovènia RTVSLO       | —                               | Eslovè                          | Elecció interna, 08-12-2022 (Presentació de la cançó, 04-02-2023)           |
| Espanya RTVE           | «Eaea»                          | Blanca Paloma                   | Benidorm Fest 2023, 04-02-2023                                              |
| Espanya RTVE           | —                               | Castellà                        | Benidorm Fest 2023, 04-02-2023                                              |
| Estònia ERR            | «Bridges»                       | Alika Milova                    | Eesti Laul 2023, 11-02-2023                                                 |
| Estònia ERR            | «Ponts»                         | Anglès                          | Eesti Laul 2023, 11-02-2023                                                 |
| Finlàndia Yle          | «Cha Cha Cha»                   | Käärijä                         | Uuden Musikiin Kilpailu 2023, 25-02-2023                                    |
| Finlàndia Yle          | —                               | Finès                           | Uuden Musikiin Kilpailu 2023, 25-02-2023                                    |
| França FTV             | «Évidemment»                    | La Zarra                        | Elecció interna, 12-01-2023 (Presentació de la cançó, 19-02-2023)           |
| França FTV             | «Evidentment»                   | Francès                         | Elecció interna, 12-01-2023 (Presentació de la cançó, 19-02-2023)           |
| Geòrgia GPB            | «Echo»                          | Iru Khetxanoví                  | The Voice of Georgia 2023, 02-02-2023 (Presentació de la cançó, 16-03-2023) |
| Geòrgia GPB            | «Ressò»                         | Anglès                          | The Voice of Georgia 2023, 02-02-2023 (Presentació de la cançó, 16-03-2023) |
| Grècia ERT             | «What They Say»                 | Victor Vernicos                 | Elecció interna, 30-01-2023 (Presentació de la cançó, 12-03-2023)           |
| Grècia ERT             | «El que diuen»                  | Anglès                          | Elecció interna, 30-01-2023 (Presentació de la cançó, 12-03-2023)           |
| Irlanda RTÉ            | «We Are One»                    | Wild Youth                      | The Late Late Show: Eurosong, 03-02-2023                                    |
| Irlanda RTÉ            | «Som u»                         | Anglès                          | The Late Late Show: Eurosong, 03-02-2023                                    |
| Islàndia RÚV           | «Power»                         | Diljá Pétursdóttir              | Söngvakeppnin 2023, 04-03-2023                                              |
| Islàndia RÚV           | «Poder»                         | Anglès                          | Söngvakeppnin 2023, 04-03-2023                                              |
| Israel IPBC            | «Unicorn»                       | Noa Kirel                       | Elecció interna, 11-07-2022 (Presentació de la cançó 08-03-2023)            |
| Israel IPBC            | —                               | Anglès i hebreu                 | Elecció interna, 11-07-2022 (Presentació de la cançó 08-03-2023)            |
| Itàlia RAI             | «Due vite»                      | Marco Mengoni                   | Festival de la cançó de Sanremo 2023, 11-02-2023                            |
| Itàlia RAI             | «Dues vides»                    | Italià                          | Festival de la cançó de Sanremo 2023, 11-02-2023                            |
| Letònia LTV            | «Aijā»                          | Sudden Lights                   | Supernova 2023, 11-02-2023                                                  |
| Letònia LTV            | —                               | Anglès i letó                   | Supernova 2023, 11-02-2023                                                  |
| Lituània LRT           | «Stay»                          | Monika Linkytė                  | Pabandom iš Naujo 2023, 18-02-2023                                          |
| Lituània LRT           | «Queda't»                       | Anglès i lituà                  | Pabandom iš Naujo 2023, 18-02-2023                                          |
| Malta PBS              | «Dance (Our Own Party)»         | The Busker                      | Malta Eurovision Song Contest 2023, 11-02-2023                              |
| Malta PBS              | «Ballar (la meva pròpia festa)» | Anglès                          | Malta Eurovision Song Contest 2023, 11-02-2023                              |
| Moldàvia TRM           | «Soarele şi Luna»               | Pasha Parfeni                   | Etapa Națională 2023, 04-03-2023                                            |
| Moldàvia TRM           | «El sol i la lluna»             | Romanés                         | Etapa Națională 2023, 04-03-2023                                            |
| Noruega NRK            | «Queen of Kings»                | Alessandra Mele                 | Melodi Grand Prix 2023, 04-02-2023                                          |
| Noruega NRK            | «Reina de reis»                 | Anglès, italià i llatí          | Melodi Grand Prix 2023, 04-02-2023                                          |
| Països Baixos AVROTROS | «Burning Daylight»              | Mia Nicolai & Dion Cooper       | Elecció interna, 01-11-2022 (Presentació de la cançó, 01-03-2023)           |
| Països Baixos AVROTROS | «Ardent llum del dia»           | Anglès                          | Elecció interna, 01-11-2022 (Presentació de la cançó, 01-03-2023)           |
| Polònia TVP            | «Solo»                          | Blanka Stajkow                  | Tu bije serce Europy! Wybieramy hit na Eurowizję 2023, 26-02-2023           |
| Polònia TVP            | «Sol»                           | Anglès                          | Tu bije serce Europy! Wybieramy hit na Eurowizję 2023, 26-02-2023           |
| Portugal RTP           | «Ai Coração»                    | Mimicat                         | Festival da Cançao 2023, 11-03-2023                                         |
| Portugal RTP           | «Ai, cor»                       | Portuguès                       | Festival da Cançao 2023, 11-03-2023                                         |
| Regne Unit BBC         | «I Wrote a Song»                | Mae Muller                      | Elecció interna, 09-03-2023                                                 |
| Regne Unit BBC         | «Vaig escriure una cançó»       | Anglès                          | Elecció interna, 09-03-2023                                                 |
| Romania TVR            | «D.G.T. (Off And On)»           | Theodor Andrei                  | Selecția Naționalǎ 2023, 11-02-2023                                         |
| Romania TVR            | «Dits (De tant en tant)»        | Romanès i anglès                | Selecția Naționalǎ 2023, 11-02-2023                                         |
| San Marino SMRTV       | «Like An Animal»                | Piqued Jacks                    | Una Voce per San Marino, 25-02-2023                                         |
| San Marino SMRTV       | «Com un animal»                 | Anglès                          | Una Voce per San Marino, 25-02-2023                                         |
| Sèrbia RTS             | «Samo mi se spava»              | Luke Black                      | Pesma za Evroviziju 2023, 04-03-2023                                        |
| Sèrbia RTS             | «Només tinc són»                | Serbi i anglès                  | Pesma za Evroviziju 2023, 04-03-2023                                        |
| Suècia SVT             | «Tattoo»                        | Loreen                          | Melodifestivalen 2023, 11-03-2023                                           |
| Suècia SVT             | «Tatuatge»                      | Anglès                          | Melodifestivalen 2023, 11-03-2023                                           |
| Suïssa SRG SSR         | «Watergun»                      | Remo Forrer                     | Elecció interna, 20-02-2023 (Presentació de la cançó, 07-03-2023)           |
| Suïssa SRG SSR         | «Pistola d'aigua»               | Anglès                          | Elecció interna, 20-02-2023 (Presentació de la cançó, 07-03-2023)           |
| Txèquia ČT             | «My Sister's Crown»             | Vesna                           | ESCZ 2023, 07-02-2023                                                       |
| Txèquia ČT             | «La corona de la meva germana»  | Txec, anglès, ucraïnès i búlgar | ESCZ 2023, 07-02-2023                                                       |
| Ucraïna UA:PBC         | «Heart of Steel»                | TVORCHI                         | Vidbir 2023, 17-12-2022                                                     |
| Ucraïna UA:PBC         | «Cor d'acer»                    | Anglès i ucraïnès               | Vidbir 2023, 17-12-2022                                                     |
| Xipre CyBC             | «Break a Broken Heart»          | Andrew Lambrou                  | Elecció interna, 17-10-2022 (Presentació de la cançó, 02-03-2023)           |
| Xipre CyBC             | «Trencar un cor trencat»        | Anglès                          | Elecció interna, 17-10-2022 (Presentació de la cançó, 02-03-2023)           |

#### Artistes que hi tornen
- Gustaph: Va ser corista de Hooverphonic amb el tema «The Wrong Place» el 2021 i de Sennek l'any 2018 amb el seu tema «A Matter of Time».
- Iru Khetxanoví: El 2011 va ser part del grup Candy, guanyador del Festival de la Cançó d'Eurovisió Júnior d'aquest any. Per a aquest festival hi va tornar com a solista després de guanyar The Voice a Geòrgia.
- Marco Mengoni: Va representar Itàlia en Eurovisió 2013 amb la cançó «L'Essenziale» i va quedar en 7a posició amb 126 punts.
- Monika Linkytė: Va representar Lituània en Eurovisió 2015 amb Vaidas Baumila amb la cançó «This Time» i va quedar en 18a posició amb 30 punts.
- Pasha Parfeni: Va representar Moldàvia en Eurovisió 2012 amb la cançó «Lăutar» i va quedar en 11a posició amb 81 punts.
- Loreen: Va representar Suècia en Eurovisió 2012 amb la cançó «Euphoria» i va quedar en 1a posició amb 372 punts.

### Sorteig de semifinals
El sorteig per a determinar la ubicació dels països participants en cadascuna de les semifinals es va celebrar el 31 de gener de 2023 al St. George’s Hall de Liverpool. Els 31 països semifinalistes es van repartir en 5 bombos, basats en tendències històriques en les votacions dels últims 15 anys. El sorteig també va determinar en quina semifinal votaria cadascun dels països pertanyents al Big Five (Alemanya, Espanya, França, Itàlia i el Regne Unit), així com el país guanyador de l'edició anterior (Ucraïna).
| Bombo 1                                                     | Bombo 2                                                                     | Bombo 3                                                         | Bombo 4                                                    | Bombo 5                                                            | Finalistes                                                    |
| ----------------------------------------------------------- | --------------------------------------------------------------------------- | --------------------------------------------------------------- | ---------------------------------------------------------- | ------------------------------------------------------------------ | ------------------------------------------------------------- |
| - Albània - Àustria - Croàcia - Eslovènia - Sèrbia - Suïssa | - Austràlia - Dinamarca - Estònia - Finlàndia - Islàndia - Noruega - Suècia | - Armènia - Azerbaidjan - Geòrgia - Israel - Letònia - Lituània | - Grècia - Irlanda - Malta - Portugal - San Marino - Xipre | - Bèlgica - Moldàvia - Països Baixos - Polònia - Romania - Txèquia | - Alemanya - Espanya - França - Itàlia - Regne Unit - Ucraïna |

| 1a semifinal 9 de maig de 2023                                   | 1a semifinal 9 de maig de 2023                                                       | 2a semifinal 11 de maig de 2023                                            | 2a semifinal 11 de maig de 2023                                                    |
| ---------------------------------------------------------------- | ------------------------------------------------------------------------------------ | -------------------------------------------------------------------------- | ---------------------------------------------------------------------------------- |
| 1a meitat: Sèrbia Letònia Irlanda Noruega Portugal Croàcia Malta | 2a meitat: Suècia Moldàvia Suïssa Israel Països Baixos Finlàndia Azerbaidjan Txèquia | 1a meitat: Armènia Xipre Romania Dinamarca Bèlgica Islàndia Grècia Estònia | 2a meitat: Albània Austràlia Àustria Lituània San Marino Eslovènia Geòrgia Polònia |
| Amb dret a vot: Alemanya França Itàlia                           | Amb dret a vot: Alemanya França Itàlia                                               | Amb dret a vot: Ucraïna Espanya Regne Unit                                 | Amb dret a vot: Ucraïna Espanya Regne Unit                                         |

## Festival

### Semifinals

#### Semifinal 1
La primera semifinal del festival es va celebrar el 9 de maig de 2023 a l'estadi Liverpool Arena a Liverpool, Regne Unit. Hi van tenir dret a vot els països participants, França, Alemanya i Itàlia.
| Lloc | País          | Intèrpret(s)              | Cançó                  | Punts | Núm. |
| ---- | ------------- | ------------------------- | ---------------------- | ----- | ---- |
| 1    | Finlàndia     | Käärijä                   | «Cha Cha Cha»          | 177   | 15   |
| 2    | Suècia        | Loreen                    | «Tattoo»               | 135   | 11   |
| 3    | Israel        | Noa Kirel                 | «Unicorn»              | 127   | 9    |
| 4    | Txèquia       | Vesna                     | «My Sister's Crown»    | 110   | 13   |
| 5    | Moldàvia      | Pasha Parfeni             | «Soarele şi Luna»      | 109   | 10   |
| 6    | Noruega       | Alessandra Mele           | «Queen of Kings»       | 102   | 1    |
| 7    | Suïssa        | Remo Forrer               | «Watergun»             | 97    | 8    |
| 8    | Croàcia       | Let 3                     | «Mama ŠČ!»             | 76    | 7    |
| 9    | Portugal      | Mimicat                   | «Ai Coração»           | 74    | 5    |
| 10   | Sèrbia        | Luke Black                | «Samo mi se spava»     | 37    | 3    |
| 11   | Letònia       | Sudden Lights             | «Aijā»                 | 34    | 4    |
| 12   | Irlanda       | Wild Youth                | «We Are One»           | 10    | 6    |
| 13   | Països Baixos | Mia Nicolai & Dion Cooper | «Burning Daylight»     | 7     | 14   |
| 14   | Azerbaidjan   | TuralTuranX               | «Tell Me More»         | 4     | 12   |
| 15   | Malta         | The Busker                | «Dance (Our Own Party» | 3     | 2    |

     Passen a la final

#### Semifinal 2
La segona semifinal del festival es va celebrar l'11 de maig de 2022 a l'estadi Liverpool Arena a Liverpool, Regne Unit. Hi van tenir dret a vot els països participants, el Regne Unit, Espanya i Ucraïna.
| Lloc | País       | Intèrpret(s)              | Cançó                    | Punts | Núm. |
| ---- | ---------- | ------------------------- | ------------------------ | ----- | ---- |
| 1    | Austràlia  | Voyager                   | «Promise»                | 149   | 16   |
| 2    | Àustria    | Teya & Salena             | «Who The Hell Is Edgar?» | 137   | 13   |
| 3    | Polònia    | Blanka Stajkow            | «Solo»                   | 124   | 9    |
| 4    | Lituània   | Monika Linkytė            | «Stay»                   | 110   | 15   |
| 5    | Eslovènia  | Joker Out                 | «Carpe Diem»             | 103   | 10   |
| 6    | Armènia    | Brunette                  | «Future Lover»           | 99    | 2    |
| 7    | Xipre      | Andrew Lambrou            | «Break a Broken Heart»   | 94    | 6    |
| 8    | Bèlgica    | Gustaph                   | «Because of You»         | 90    | 5    |
| 9    | Albània    | Albina & Familja Kelmendi | «Duje»                   | 83    | 14   |
| 10   | Estònia    | Alika Milova              | «Bridges»                | 74    | 4    |
| 11   | Islàndia   | Diljá Pétursdóttir        | «Power»                  | 44    | 7    |
| 12   | Geòrgia    | Iru Khetxanoví            | «Echo»                   | 33    | 11   |
| 13   | Grècia     | Victor Vernicos           | «What They Say»          | 61    | 8    |
| 14   | Dinamarca  | Reiley                    | «Breaking My Heart»      | 6     | 1    |
| 15   | Romania    | Theodor Andrei            | «D.G.T. (Off And On)»    | 0     | 3    |
| 16   | San Marino | Piqued Jacks              | «Like An Animal»         | 47    | 12   |

     Passen a la final

### Final
| Lloc | País       | Intèrpret(s)              | Cançó                    | Punts | Núm. |
| ---- | ---------- | ------------------------- | ------------------------ | ----- | ---- |
| 01   | Suècia     | Loreen                    | «Tattoo»                 | 583   | 9    |
| 02   | Finlàndia  | Käärijä                   | «Cha Cha Cha»            | 526   | 13   |
| 03   | Israel     | Noa Kirel                 | «Unicorn»                | 362   | 23   |
| 04   | Itàlia     | Marco Mengoni             | «Due vite»               | 350   | 11   |
| 05   | Noruega    | Alessandra Mele           | «Queen of Kings»         | 268   | 20   |
| 06   | Ucraïna    | TVORCHI                   | «Heart of Steel»         | 243   | 19   |
| 07   | Bèlgica    | Gustaph                   | «Because of You»         | 183   | 16   |
| 08   | Estònia    | Alika Milova              | «Bridges»                | 168   | 12   |
| 09   | Austràlia  | Voyager                   | «Promise»                | 151   | 9    |
| 10   | Txèquia    | Vesna                     | «My Sister's Crown»      | 129   | 14   |
| 11   | Lituània   | Monika Linkytė            | «Stay»                   | 127   | 22   |
| 12   | Xipre      | Andrew Lambrou            | «Break a Broken Heart»   | 126   | 7    |
| 13   | Croàcia    | Let 3                     | «Mama ŠČ!»               | 123   | 26   |
| 14   | Armènia    | Brunette                  | «Future Lover»           | 122   | 17   |
| 15   | Àustria    | Teya & Salena             | «Who The Hell Is Edgar?» | 120   | 1    |
| 16   | França     | La Zarra                  | «Évidemment»             | 104   | 6    |
| 17   | Espanya    | Blanca Paloma             | «Eaea»                   | 100   | 8    |
| 18   | Moldàvia   | Pasha Parfeni             | «Soarele şi Luna»        | 96    | 18   |
| 19   | Polònia    | Blanka Stajkow            | «Solo»                   | 93    | 4    |
| 20   | Suïssa     | Remo Forrer               | «Watergun»               | 92    | 3    |
| 21   | Eslovènia  | Joker Out                 | «Carpe Diem»             | 78    | 24   |
| 22   | Albània    | Albina & Familja Kelmendi | «Duje»                   | 76    | 10   |
| 23   | Portugal   | Mimicat                   | «Ai Coração»             | 59    | 2    |
| 24   | Sèrbia     | Luke Black                | «Samo mi se spava»       | 30    | 5    |
| 25   | Regne Unit | Mae Muller                | «I Wrote a Song»         | 24    | 26   |
| 26   | Alemanya   | Lord of the Lost          | «Blood & Glitter»        | 18    | 21   |

#### Desglossament final
| Lloc | País       | Punts |
| ---- | ---------- | ----- |
| 1    | Suècia     | 340   |
| 2    | Israel     | 177   |
| 3    | Itàlia     | 176   |
| 4    | Finlàndia  | 150   |
| 5    | Estònia    | 146   |
| 6    | Austràlia  | 130   |
| 7    | Bèlgica    | 127   |
| 8    | Àustria    | 104   |
| 9    | Espanya    | 95    |
| 10   | Txèquia    | 94    |
| 11   | Lituània   | 81    |
| 12   | Armènia    | 69    |
| 13   | Xipre      | 68    |
| 14   | Suïssa     | 61    |
| 15   | Ucraïna    | 54    |
| 16   | França     | 54    |
| 17   | Noruega    | 52    |
| 18   | Portugal   | 43    |
| 19   | Eslovènia  | 33    |
| 20   | Moldàvia   | 20    |
| 21   | Albània    | 17    |
| 22   | Regne Unit | 15    |
| 23   | Sèrbia     | 14    |
| 24   | Polònia    | 12    |
| 25   | Croàcia    | 11    |
| 26   | Alemanya   | 3     |

| Lloc | País       | Punts |
| ---- | ---------- | ----- |
| 1    | Finlàndia  | 376   |
| 2    | Suècia     | 243   |
| 3    | Noruega    | 216   |
| 4    | Ucraïna    | 189   |
| 5    | Israel     | 185   |
| 6    | Itàlia     | 174   |
| 7    | Croàcia    | 112   |
| 8    | Polònia    | 81    |
| 9    | Moldàvia   | 76    |
| 10   | Albània    | 59    |
| 11   | Xipre      | 58    |
| 12   | Bèlgica    | 55    |
| 13   | Armènia    | 53    |
| 14   | França     | 50    |
| 15   | Lituània   | 46    |
| 16   | Eslovènia  | 45    |
| 17   | Txèquia    | 35    |
| 18   | Suïssa     | 31    |
| 19   | Estònia    | 22    |
| 20   | Austràlia  | 21    |
| 21   | Sèrbia     | 16    |
| 22   | Portugal   | 16    |
| 23   | Àustria    | 16    |
| 24   | Alemanya   | 15    |
| 25   | Regne Unit | 9     |
| 26   | Espanya    | 5     |

## Altres països
L'elegibilitat per a una possible participació al Festival de la Cançó d'Eurovisió requereix una emissora nacional amb membres actius de la UER que puguin transmetre el concurs a través de la xarxa d'Eurovisió. La UER emet invitacions a tots els membres actius. El membre associat Austràlia no necessita una invitació per al concurs de 2023, ja que anteriorment se li havia atorgat permís per participar al menys fins aquest mateix any.

### Membres actius de la UER
- Andorra (RTVA): El 26 de maig de 2022, Dani Ortolà, el gestor de continguts de la Ràdio i Televisió d'Andorra, va declarar que Andorra no té planejat participar en Eurovisió.[71]

- Bulgària (BNT): El 19 d'octubre de 2022, l'emissora búlgara va confirmar a diversos mitjans locals que el país no podria participar al concurs de 2023, al·legant problemes financers. A més, després de l'anàlisi es va decidir que aquest programa ja no presenta interès per a l'emissora.[72][73]

- Eslovàquia (RTVS): El 10 de juny de 2022, l'emissora eslovaca va declarar inicialment que el país no tornaria al concurs en 2023, ja que tenien limitacions financeres i baixes xifres d'audiència durant el seu temps en el concurs.[74] No obstant això, més tard es va aclarir que podien considerar tornar al concurs després de l'elecció del seu nou Director General, i s'esperà que es prengués una decisió final a l'agost.[75] El 30 de juny, Ľuboš Machaj va ser elegit nou director general de RTVS, en substitució del titular Jaroslav Rezník.[76] Eslovàquia hi va participar per última vegada el 2012.

- Luxemburg (RTL): El 2 d'agost de 2022, la radiodifusora va confirmar que Luxemburg no tornaria al festival el 2023. Luxemburg va participar per última vegada el 1993.

- Macedònia del Nord (MRT): El 14 d'octubre de 2022, l'emissora va confirmar que Macedònia del Nord no participaria al Festival d'Eurovisió 2023 a causa de la crisi econòmica i energètica i els alts costos de participació.

- Mònaco (Monte-Carlo Riviera TV): El 22 de novembre de 2021, es va informar que part del pressupost estatal monegasc s'havia reservat per a participar al concurs de 2023.[77] No obstant això, els plans es van retardar perquè el nou canal de televisió de Mònaco, Monte-Carlo Riviera TV, estava programat per a llançar-se al setembre de 2023 en lloc del període inicialment descrit de finals de 2022.[78] Mònaco hi va participar per última vegada el 2006.

- Montenegro (RTCG: El 13 d'octubre de 2022, la radiodifusora montenegrina va comunicar que el país balcànic es retiraria del festival a causa de problemes financers, el cost de l'estada al país amfitrió i la falta d'interès dels seus patrocinadors cap a aquest festival. Així mateix, aquesta recalca que es van destinar a finançar projectes nacionals els diners destinats per al festival.[79]

### Membres associats de la UER
- Kazakhstan (Khabar): el Kazakhstan ja participa al Festival de la Cançó d'Eurovisió Júnior des del seu debut el 2018. L'emissora nacional del Kazakhstan Khabar ha estat transmetent el Festival de la Cançó d'Eurovisió des de 2012. Com a membre associat de la UER, Khabar Agency ha de ser convidada per la UER i aprovada pel grup de referència del concurs de cançons per a participar en qualsevol esdeveniment d'Eurovisió, el mateix procés que va seguir la SBS d'Austràlia en el passat.[80] No obstant això, de moment, les invitacions del Kazakhstan només s'han limitat a l'edició infantil del concurs.

### Països no membres de la UER
- Belarús (BRTC): Encara que Belarús havia participat en totes les edicions d'Eurovisió abans de 2019, l'emissora del país va ser suspesa de la UER el 28 de maig de 2021, per la qual cosa la participació en Eurovisió no pot ser possible.[81] Des de l'1 de juliol de 2021, BTRC va ser oficialment suspesa de tots els festivals organitzats per la UER fins a l'1 de juliol de 2024. No obstant això, la suspensió de BTRC estarà subjecta a revisions periòdiques en les reunions del grup executiu de la UER, per la qual cosa la seva participació no estaria del tot tancada.

- Kosovo (RTK): El 16 de maig de 2022, el director general de l'emissora kosovar, Shkumbin Ahmetxhekaj, va declarar que l'emissora té com a objectiu sol·licitar la filiació a la UER a finals d'any i va confirmar que si RTK l'aconsegueix, Kosovo podria participar en Eurovisió el 2023.[82]

- Rússia (VGTRK / Pervi Kanal): El 26 de febrer de 2022, les dues radiodifusores russes van suspendre la seva filiació en la UER, la qual cosa va impossibilitar la participació l'any 2023 i en el futur.[83]